# The Boob
The Boob is een Amerikaanse filmkomedie uit 1926 onder regie van William A. Wellman.

## Verhaal
Peter Good werkt op een boerderij en heeft een oogje op Amy. Zij heeft echter al een relatie met de rijke olieman Harry. Nadat een poging om haar onder indruk te zetten als cowboy mislukt, wordt hij een politieman en graaft hij in het verleden van Harry, om er op die manier achter te komen of hij wel geschikt is voor zijn jeugdliefde.

## Rolverdeling
| Acteur            | Personage      |
| ----------------- | -------------- |
| Gertrude Olmstead | Amy            |
| George K. Arthur  | Peter Good     |
| Joan Crawford     | Jane           |
| Charles Murray    | Cactus Jim     |
| Tony D'Algy       | Harry Benson   |
| Hank Mann         | Winkelbediende |